# Fort Carlton
Fort Carlton foi um posto de comércio de peles da Companhia da Baía de Hudson de 1810 até 1885. Foi reconstruído pelo governo de Saskatchewan como um parque histórico da província e atualmente pode ser visitado pelo público. Fica cerca de 65 quilômetros ao norte de Saskatoon.
Como um posto da Companhia ele inicialmente comercializava provisões, principalmente uma mistura de carne-seca, passas, sebo e açúcar usada como alimento concentrado por exploradores e viajantes, além de mantas de peles de búfalo e de outros animais. Lawrence Clarke foi seu último administrador. Foi uma grande base de operações da Companhia no distrito de Saskatchewan.